# بلامی یانگ
بلامی یانگ (انگلیسی: Bellamy Young؛ زاده ۱۹ فوریهٔ ۱۹۷۰) یک تهیه‌کننده، و هنرپیشه اهل ایالات متحده آمریکا است. وی از سال ۱۹۹۴ میلادی تاکنون مشغول فعالیت بوده‌است.
از فیلم‌ها یا برنامه‌های تلویزیونی که وی در آن نقش داشته است می‌توان به ما سرباز بودیم اشاره کرد.